# Mathieu Bauderlique
Mathieu Bauderlique (ur. 3 lipca 1989 w Hénin-Beaumont) – francuski bokser wagi półciężkiej, brązowy medalista olimpijski.
Na igrzyskach olimpijskich 2016 w Rio de Janeiro zdobył brązowy medal w kategorii poniżej 81 kg, przegrywając w półfinale z Kubańczykiem Julio de la Cruz.